# St. Peter und Paul (Eßfeld)

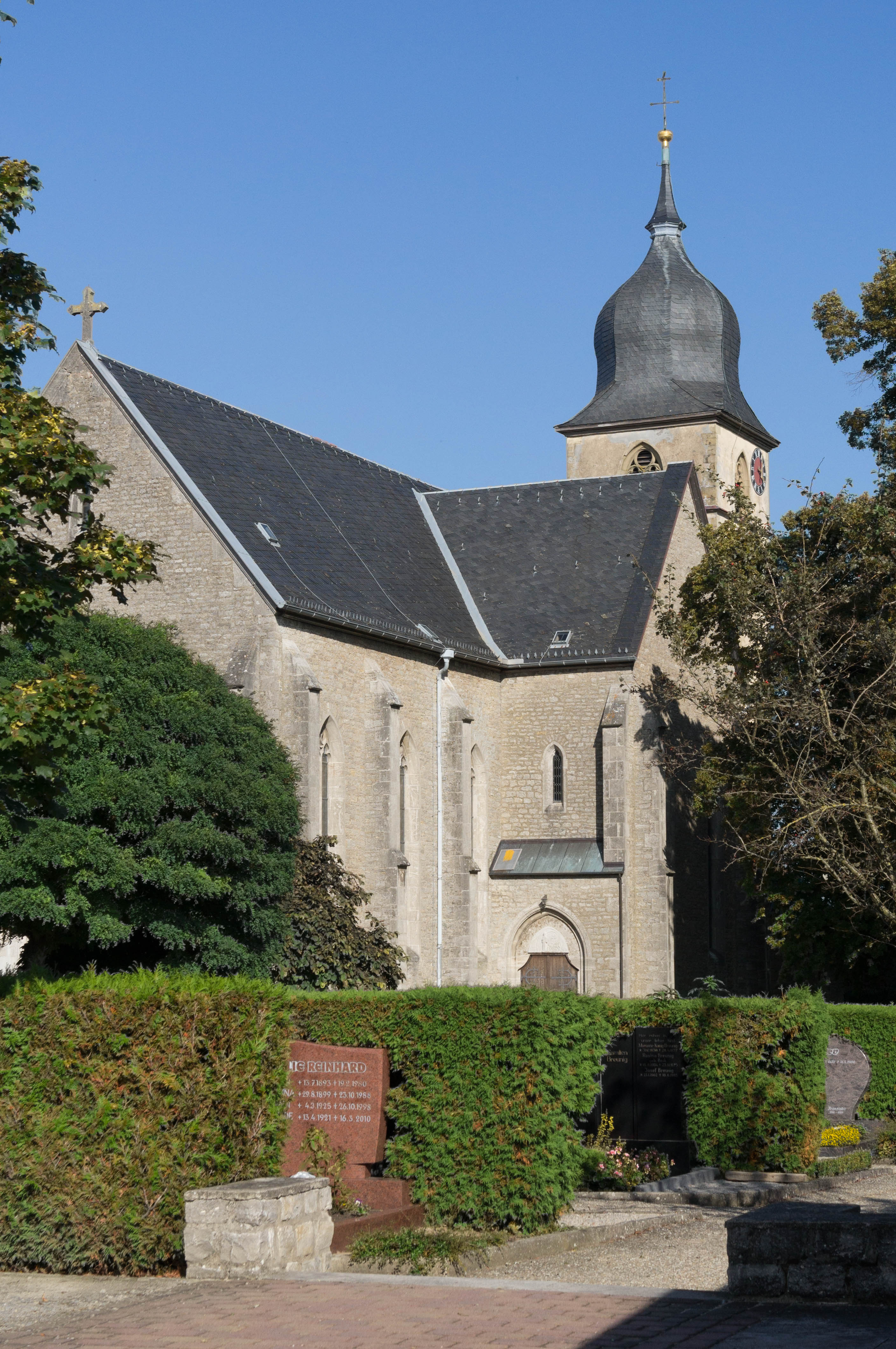
St. Peter und Paul (Eßfeld)

Die römisch-katholische Kirche St. Peter und Paul ist ein denkmalgeschütztes Kirchengebäude, das in Eßfeld steht, einem Gemeindeteil des Marktes Giebelstadt im Landkreis Würzburg (Unterfranken, Bayern). Das Bauwerk ist unter der Denkmalnummer D-6-79-138-26 als Baudenkmal in der Bayerischen Denkmalliste eingetragen. Die Pfarrei gehört zur Pfarreiengemeinschaft Giebelstadt-Bütthard im Dekanat Ochsenfurt des Bistums Würzburg.

## Beschreibung
Die ältesten Teile des heutigen Chorflankenturms, der an der Südseite des Chors der heutigen neugotischen Kreuzkirche steht, stammen aus dem 13. Jahrhundert. Sie gehörten zum Chorturm der damaligen Saalkirche. Ein Nachfolgebau wurde 1610 errichtet, der Kirchturm blieb erhalten, wurde aber 1614 mit einem Geschoss, das die Turmuhr und den Glockenstuhl, in dem vier Kirchenglocken hängen, beherbergt, aufgestockt. Der Knickhelm des Julius-Echter-Turms, wurde wegen Baufälligkeit 1823 durch eine Zwiebelhaube ersetzt. Ende des 19. Jahrhunderts war diese Kirche zu klein und für eine Vergrößerung zu marode. Deshalb wurden 1898 das Langhaus und das Querschiff aus Bruchsteinen neu errichtet. Die Wände werden von Strebepfeilern gestützt. 
Die Kirchenausstattung, wie der Hochaltar, die Kanzel und die Kommunionbank, wurde vom Vorgängerbau übernommen.